# Palmarés da Team Coop
A equipa ciclista profissional norueguesa Team Coop tem tido, durante toda a sua história, as seguintes vitórias:

## Sparebanken Vest

### 2008

#### Circuitos Continentais UCI
| Datas       | Circuito                     | Carreiras                      | Ganhador    |
| 7 de agosto | UCI Europe Tour de 2007-2008 | 2.ª etapa do Tour dos Pirenéus | Stian Remme |

### 2009

#### Circuitos Continentais UCI
| Datas      | Circuito                     | Carreiras      | Ganhador    |
| 1 de junho | UCI Europe Tour de 2008-2009 | Rogaland G. P. | Håvard Nybø |

## Sparebanken Vest-Ridley

### 2010

#### Circuitos Continentais UCI
| Datas       | Circuito                     | Carreiras                      | Ganhador       |
| 5 de agosto | UCI Europe Tour de 2009-2010 | 1.ª etapa do Tour dos Pirenéus | Roy Hegreberg  |
| 8 de agosto | UCI Europe Tour de 2009-2010 | 4.ª etapa do Tour dos Pirenéus | Filip Eidsheim |

#### Campeonatos nacionais
| Datas       | Carreiras                       | Ganhador          |
| 25 de junho | Campeonato da Suécia em Estrada | Michael Stevenson |

### 2011

#### Circuitos Continentais UCI
| Datas       | Circuito                     | Carreiras                 | Ganhador              |
| 3 de agosto | UCI Europe Tour de 2010-2011 | 2.ª etapa da Volta a Leão | Daniel Egeland Jarstø |

## Team Oster Hus-Ridley

### 2012

#### Circuitos Continentais UCI
| Datas     | Circuito                     | Carreiras                         | Ganhador          |
| 1 de maio | UCI Europe Tour de 2011-2012 | Grande Prêmio de Frankfurt sub-23 | Sven Erik Bystrøm |

### 2013

#### Circuitos Continentais UCI
| Datas     | Circuito                     | Carreiras      | Ganhador             |
| 4 de maio | UCI Europe Tour de 2012-2013 | Hadeland G. P. | Fredrik Strand Galta |

### 2014

#### Campeonatos nacionais
| Datas       | Carreiras                        | Ganhador                |
| 29 de junho | Campeonato da Noruega em Estrada | Tormod Hausken Jacobsen |

## Team Coop-Oster Hus

### 2015

#### Circuitos Continentais UCI
| Datas       | Circuito                | Carreiras                        | Ganhador             |
| 1 de maio   | UCI Europe Tour de 2015 | GP Viborg                        | Oscar Landa          |
| 2 de agosto | UCI Europe Tour de 2015 | 2.ª etapa do Kreiz Breizh Elites | Fredrik Strand Galta |
| 2 de agosto | UCI Europe Tour de 2015 | 3.ª etapa do Kreiz Breizh Elites | Fredrik Strand Galta |
| 3 de agosto | UCI Europe Tour de 2015 | 4.ª etapa do Kreiz Breizh Elites | August Jensen        |
| 3 de agosto | UCI Europe Tour de 2015 | Kreiz Breizh Elites              | August Jensen        |

### 2016

#### Circuitos Continentais UCI
| Datas       | Circuito                | Carreiras                                  | Ganhador      |
| 12 de março | UCI Europe Tour de 2016 | 1.ª etapa do Grande Prêmio Liberty Seguros | August Jensen |
| 13 de março | UCI Europe Tour de 2016 | Grande Prêmio Liberty Seguros              | August Jensen |

## Team Coop

### 2017

#### Circuitos Continentais UCI
| Datas         | Circuito                | Carreiras                            | Ganhador      |
| 16 de abril   | UCI Europe Tour de 2017 | 5.ª etapa do Tour de Loir-et-Cher    | August Jensen |
| 10 de junho   | UCI Europe Tour de 2017 | 3.ª etapa do Oberösterreichrundfahrt | August Jensen |
| 11 de junho   | UCI Europe Tour de 2017 | 4.ª etapa do Oberösterreichrundfahrt | August Jensen |
| 12 de agosto  | UCI Europe Tour de 2017 | 3.ª etapa da Arctic Race de Noruega  | August Jensen |
| 8 de setembro | UCI Europe Tour de 2017 | 1.ª etapa do East Bohemia Tour       | Krister Hagen |

### 2018

#### Circuitos Continentais UCI
| Datas           | Circuito                | Carreiras                        | Ganhador       |
| 28 de fevereiro | UCI Europe Tour de 2018 | Trofej Umag-Umag Trophy          | Krister Hagen  |
| 11 de março     | UCI Europe Tour de 2018 | Istrian Spring Trophy            | Krister Hagen  |
| 12 de maio      | UCI Europe Tour de 2018 | Scandinavian Race                | Trond Trondsen |
| 3 de junho      | UCI Europe Tour de 2018 | Memorial Philippe Van Coningsloo | Gustav Höög    |
| 4 de agosto     | UCI Europe Tour de 2018 | Grande Prêmio de Kalmar          | Gustav Höög    |